# El Alcázar
El Alcázar va ser un periòdic espanyol editat amb caràcter diari, entre 1936 i 1987.
Nascut originalment durant el setge a l'Alcàsser de Toledo, després del final de la guerra civil va passar a editar-se a Madrid. Emmarcat dins de l'anomenada premsa «independent», durant la dècada de 1960 va ser un dels principals periòdics editats a Madrid, aconseguint importants tiratges. Amb posterioritat, després de la mort de Franco es va convertir en un dels principals mitjans de l'extrema dreta per esperonar la possibilitat d'un cop d'estat contra la transició democràtica.

## Història

### Fundació i primers anys
El periòdic va ser originalment fundat al juliol de 1936 —durant el setge a l'Alcàsser de Toledo— pel comandant d'infanteria Víctor Martínez Simancas. El primer número va aparèixer el 26 de juliol de 1936, i continuaria editant-se fins al 27 de setembre de 1936, quan va publicar el seu últim número —el 63.
El seu cessament va coincidir amb la conquesta de Toledo per les forces revoltades i l'alliberament dels assetjats de l'Alcázar. No obstant això, va tornar a editar-se novament a partir del 28 de setembre, continuant la numeració del diari editat durant el setge. A partir d'aquest moment es converteix per uns mesos en òrgan dels requetés per iniciativa del capità Aurelio José González de Gregorio, sent el seu primer director Jorge Claramunt, per passar a ser el «Diario del frente de Madrid». Finalitzada la Guerra Civil Espanyola, el ministre de la Governació Ramón Serrano Suñer va autoritzar el 14 de maig de 1939 el trasllat d' El Alcázar a Madrid amb la indicació expressa de sortir a les tardes i incorporar a la seva plantilla el personal dels antics periòdics La Nación i El Siglo Futuro. El 19 de juny de 1939 apareix el primer nombre d' El Alcázar editat a Madrid.
Aquestes imposicions llastren al diari amb un excés de personal (comptava amb el doble de redactors que la resta) i una posició de dura competència amb el també vespertí diari Pueblo, òrgan dels Sindicats Verticals del règim franquista. Les vendes cauen en picat mentre es produeixen enfrontaments entre el director Jesús Evaristo Casariego i l'empresa (el general José Moscardó i la Hermandad de Nuestra Señora Santa María del Alcázar).
A principis de 1945 lloguen el diari a un grup encapçalat per Ramón Sierra Bustamante (periodista i ex-governador civil de Guipúscoa), que passa a ser el nou director. L'intent fracassa i el 12 d'octubre de 1945 l'empresa Papelera Española va embargar la capçalera El Alcázar per impagament del paper consumit. És la primera vegada que no apareix des de la seva fundació. Reapareix el 16 d'octubre, gràcies a les gestions de la Germanor i dels redactors, que abonen part del deute i aconsegueixen un ajornament. L'Editorial Católica, en els tallers de la qual s'imprimeix, concedeix també un ajornament en el seu deute i segueix imprimint-lo.

### Cooperativa El Alcázar
Atès que cap empresa vol un negoci ruïnós, i la Germanor manca de mitjans, els redactors es constitueixen en societat cooperativa el 9 de novembre de 1945. En 1946 el llavors director José de les Casas sol·licita una ajuda a l'Estat que els permet saldar el deute amb la Papelera Española i seguir publicant durant 1947, però el deute amb Editorial Católica continua, per la qual cosa l'1 de desembre de 1947 es trasllada la redacció a la seu del diari Arriba al carrer de Larra 14, imprimint-se des de llavors en els seus tallers. L'administració segueix al carrer d'Alfonso XI 4 (seu també de la redacció del diari Ya). Sobre això publiquen amb humor: «És que hem canviat de domicili. Així, en 24 hores. Tenim molta influència. Ja no estem on estàvem. Hem guanyat altura. Estem Arriba...». Esteban Pérez González, vocal del Consell Superior de Cooperació, és l'assessor lletrat de la cooperativa.
Això no resol els problemes econòmics. El periòdic es veu limitat per haver de dependre de l'Hermandad i de la Unió Nacional de Cooperatives, la qual cosa els estreny encara més l'escàs marge que donava el Règim, i les vendes segueixen a la baixa (mentre que la resta de diaris madrilenys veuen incrementar les seves vendes de 1946 a 1948, El Alcázar baixa de 10.359 a 7.501 exemplars). El gener de 1949, José Moscardó i la Hermandad arriben a un acord per cedir la capçalera a Jesús Obregón, Carlos Pinilla i Agustín Pujol, que fundaran Prensa y Ediciones (PESA), en la qual participaran, a més de Carlos Pinilla, José María Fernández "El Pontico" i alguns membres de l'Opus Dei. Aquesta empresa editarà el diari fins al 27 de setembre de 1968, en què per ordre governamental torna a l'Hermandad.

### Tardofranquisme i transició
Amb l'arribada de José Luis Cebrián a la direcció, en 1963, el diari va adoptar una línia editorial més oberta i liberal. Durant un curt període entre 1966 i 1968, El Alcázar es va obrir a les tendències aperturistes dins del règim franquista i va formar part de l'anomenada «premsa independent» juntament amb el diari Madrid i el Nuevo Diario. Va ser en aquesta etapa quan El Alcázar va collir el seu major èxit de públic, aconseguint una mitjana de 110.000 exemplars per tiratge en 1968. Les claus del seu èxit van ser el seu disseny innovador i atractiu (que incloïa el suplement juvenil Chío), els seus reportatges sobre política internacional, les seves fortes inversions i la seva línia editorial independent. Tanmateix, va ser precisament per això últim que el rotatiu va ser confiscat de nou per la Premsa del Moviment en 1968 (tenint ara com a director a Lucio del Álamo) tornant a acostar-se a la línia dura del règim. A l'any següent, Girón, Milans del Bosch i Miguel Moscardó van adquirir el periòdic.
Des de 1971 el diari va estar dirigit per Antonio Gibello. En 1975, el periòdic va ser adquirit per la Confederación Nacional de Hermandades de Excombatientes i, després de la mort de Francisco Franco, es va convertir en el mitjà d'expressió de l'anomenat Búnker, el grup de dirigents, militars i ex-militars franquistes oposats a la transició a la democràcia. Aquest període va coincidir amb el tancament del diari oficialista Arriba, que va suposar que el ja ultradretà El Alcázar ocupés el seu lloc com a periòdic dels simpatitzants falangistes, i que a més es consolidés en el rol de principal diari de l'extrema dreta. Entre 1977 i 1981 El Alcázar va publicar articles del Colectivo Almendros entre els quals no faltaven les arengues en favor d'un cop d'estat. En aquests anys el director del diari va ser Antonio Izquierdo Ferigüela —entre 1977 y 1987—, qui després de la dissolució de Fuerza Nueva va emprar el diari per promocionar el partit Juntas Españolas.

### Desaparició
El periòdic va tancar en 1987 com a resultat de la seva falta de mitjans financers per subsistir, provocada principalment pel declivi del nombre de lectors i per la discriminació en matèria de publicitat institucional que va sofrir. Aquesta discriminació va ser reconeguda mitjançant una sentència del Tribunal Suprem en 1994 en la qual s'atorgava el dret a una indemnització de 2.958.395.142 pessetes a costa de l'Estat a favor de l'empresa editora. No obstant això, el periòdic, una vegada tancat, ja no va tornar a editar-se, emprant-se els diners rebuts per pagar als creditors. L'últim editor d' El Alcázar va ser Félix Martialay.

## Col·laboradors
Al llarg de la seva història entre els directors, redactors i col·laboradors, van passar pel diari Jorge Claramunt, Jesús Evaristo Casariego, Jesús Ercilla, José Molina Plata, José Luis Cebrián, Lucio del Álamo, Antonio Gibello, Antonio Izquierdo, Fernando Vizcaíno Casas, Enrique Jardiel Poncela, Manuel Penella de Silva corresponsal en la Alemania nazi, Rafael García Serrano, Eduardo García Serrano, Ismael Herraiz, Joaquín Aguirre Bellver, Luis de Castresana, Waldo de Mier, Luis Climent Cirujano, Antonio D. Olano, José Antonio Gurriarán, Alfonso Sánchez Martínez, Germán Lopezarias, Ángel Ruiz Ayúcar, Alfonso Paso, «Yale» o Manuel Díez Crespo